# Élections régionales de 1998 en Picardie
Pour un article plus général, voir Élections régionales françaises de 1998.

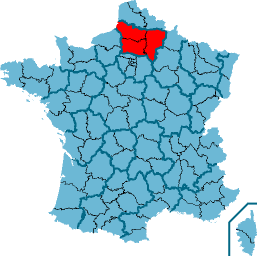
La région Picardie

Les élections régionales ont eu lieu le 15 mars 1998. Malgré la victoire de la Gauche plurielle lors du scrutin, le président sortant Charles Baur (UDF) se maintient dans ses fonctions grâce à l'apport des voix des élus FN.

## Mode de scrutin
Les conseillers régionaux sont élus au scrutin de liste à la représentation proportionnelle suivant la règle de la plus forte moyenne, en un seul tour.
Chaque département forme une circonscription : les sièges sont répartis entre les listes ayant obtenu plus de 5 % des suffrages exprimés. 
Ils sont attribués selon l'ordre de présentation sur la liste.

## Résultats de 1992
| Partis         | Partis         | Voix           | Voix      | Sièges (57) | Sièges (57) |  |
| Partis         | Partis         | #              | %         | #           | %           |  |
| -------------- | -------------- | -------------- | --------- | ----------- | ----------- |  |
|                | UDF-RPR-CNIP   | 277 588        | 33,63     | 22          | 38,60       |  |
|                | PS             | 123 436        | 14,95     | 15          | 26,32       |  |
|                | PCF            | 81 377         | 9,86      | 15          | 26,32       |  |
|                | FN             | 111 432        | 13,50     | 8           | 14,04       |  |
|                | Verts          | 66 774         | 8,09      | 5           | 8,77        |  |
|                | CPNT           | 62 754         | 7,60      | 3           | 5,26        |  |
|                | GE             | 61 186         | 7,41      | 4           | 7,02        |  |
|                | EXG            | 18 148         | 2,20      |             |             |  |
|                | DVD            | 12 773         | 1,55      |             |             |  |
|                | DVG            | 9 955          | 1,21      |             |             |  |
| Inscrits       | Inscrits       | Inscrits       | 1 209 836 | 100,00      |             |  |
| Abstentions    | Abstentions    | Abstentions    | 340 870   | 28,17       |             |  |
| Votants        | Votants        | Votants        | 868 966   | 71,83       |             |  |
| Blancs et nuls | Blancs et nuls | Blancs et nuls | 43 543    | 5,01        |             |  |
| Exprimés       | Exprimés       | Exprimés       | 835 423   | 94,99       |             |  |

## Contexte régional

### Conseil régional sortant

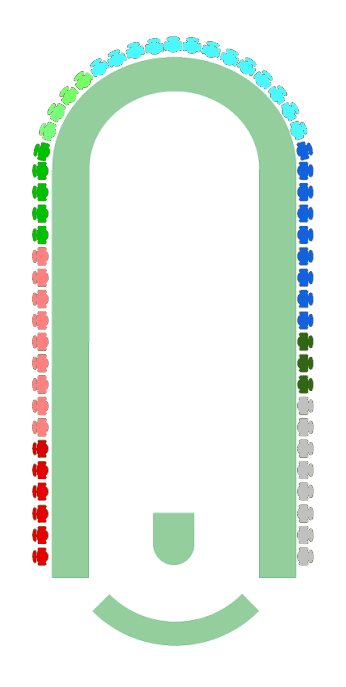
Assemblée sortante

| Parti                                  | Sigle | Sigle | Élus | Groupe                             |
| -------------------------------------- | ----- | ----- | ---- | ---------------------------------- |
| Majorité (24 sièges)                   |       |       |      |                                    |
| Union pour la démocratie française     |       | UDF   | 13   | Intergroupe RPR-UDF                |
| Rassemblement pour la République       |       | RPR   | 7    | Intergroupe RPR-UDF                |
| Divers droite                          |       | DVD   | 1    | Intergroupe RPR-UDF                |
| Chasse, pêche, nature et traditions    |       | CPNT  | 3    | Chasse, pêche, nature et tradition |
| Opposition de Gauche (20 sièges)       |       |       |      |                                    |
| Parti socialiste                       |       | PS    | 9    | Socialiste                         |
| Parti communiste français              |       | PCF   | 6    | Communiste                         |
| Les Verts                              |       | Verts | 5    | Écologie indépendante              |
| Opposition d'Extrême droite (9 sièges) |       |       |      |                                    |
| Front national                         |       | FN    | 9    | Front national                     |
| Opposition Écologiste (4 sièges)       |       |       |      |                                    |
| Génération écologie                    |       | GE    | 4    | Génération Écologie                |
| Président du Conseil Régional          |       |       |      |                                    |
| Charles Baur (UDF-FD)                  |       |       |      |                                    |

## Candidats

### Têtes de liste départementale
| Listes | Listes                                    | Aisne                   | Oise                      | Somme                 |
| ------ | ----------------------------------------- | ----------------------- | ------------------------- | --------------------- |
|        | Listes Lutte ouvrière                     | Dominique Pecqueur      | Roland Szpirko            | Raymond Hallard       |
|        | Listes PS-PCF-MDC-PRG                     | Gérard Lalot (PCF)      | Walter Amsallem (PS)      | Francis Lecul (PS)    |
|        | Listes Verts                              | Catherine Arribas       | Arnaud Caron              | Christophe Porquier   |
|        | Listes Écologie Picardie GE-MEI           | Jacques Samyn (MEI)     | Bernard Lahitte(GE)       | Hubert Delarue (GE)   |
|        | Listes Faire la Picardie RPR-UDF          | Charles Baur (UDF)      | Patrice Fontaine (RPR)    | Alain Gest (UDF)      |
|        | Listes Le mouvement des Régions CPNT-CNIP | Alain Betems (CPNT)     | Guy Harlé d'Ophove (CNIP) | Michel Blondin (CPNT) |
|        | Listes FN                                 | Wallerand de Saint Just | Pierre Descaves           | Raynald Brasseur      |

## Résultats

### Régionaux
|                | PS-PCF-PRG     | 226 395        | 30,49     | 22     | 38,60 |  |  |  |
|                | UDF-RPR*       | 210 509        | 28,35     | 19     | 33,33 |  |  |  |
|                | FN             | 137 150        | 18,47     | 11     | 19,30 |  |  |  |
|                | LO             | 50 684         | 6,83      | 3      | 5,26  |  |  |  |
|                | CPNT-CNIP      | 36 685         | 4,94      | 1      | 1,75  |  |  |  |
|                | Verts          | 35 562         | 4,79      | 1      | 1,75  |  |  |  |
|                | GE-MEI         | 26 022         | 3,50      |        |       |  |  |  |
|                | DVD            | 6 735          | 0,91      |        |       |  |  |  |
|                | MPF            | 6 626          | 0,89      |        |       |  |  |  |
|                | DIV            | 5 863          | 0,79      |        |       |  |  |  |
|                |                |                |           |        |       |  |  |  |
| Inscrits       | Inscrits       | Inscrits       | 1 258 369 | 100,00 |       |  |  |  |
| Abstentions    | Abstentions    | Abstentions    | 479 039   | 38,07  |       |  |  |  |
| Votants        | Votants        | Votants        | 779 330   | 65,40  |       |  |  |  |
| Blancs et nuls | Blancs et nuls | Blancs et nuls | 36 829    | 4,73   |       |  |  |  |
| Exprimés       | Exprimés       | Exprimés       | 742 231   | 95,27  |       |  |  |  |

* liste du président sortant

### Départementaux

#### Aisne
|                | Gérard Lalot Parti communiste français (PS - PRG)       | 71 156  | 32,91  | 7 41,18 % |  |  |
|                | Charles Baur sortant UDF (Force démocrate) (RPR)        | 64 964  | 30,05  | 6 35,29 % |  |  |
|                | Wallerand de Saint-Just Front national                  | 36 938  | 17,08  | 3 17,65 % |  |  |
|                | Dominique Pecqueur Lutte ouvrière                       | 16 706  | 7,73   | 1 5,88 %  |  |  |
|                | Catherine Arribas Les Verts                             | 10 752  | 4,97   |           |  |  |
|                | Alain Betems Chasse, pêche, nature et traditions (CNIP) | 9 177   | 4,24   |           |  |  |
|                | Jacques Samyn Génération écologie (MÉI)                 | 6 512   | 3,01   |           |  |  |
|                |                                                         |         |        |           |  |  |
| Inscrits       | Inscrits                                                | 370 156 | 100,00 | 17        |  |  |
| Abstentions    | Abstentions                                             | 143 304 | 38,71  |           |  |  |
| Votants        | Votants                                                 | 226 852 | 61,29  |           |  |  |
| Blancs et nuls | Blancs et nuls                                          | 10 647  | 4,69   |           |  |  |
| Exprimés       | Exprimés                                                | 216 205 | 95,31  |           |  |  |

#### Oise
|                | PS-PCF-PRG     | Walter Amsallem   | 79 389  | 28,05  | 8 | 34,78 |  |  |
|                | RPR-UDF*       | Patrice Fontaine  | 71 326  | 25,20  | 7 | 30,43 |  |  |
|                | FN             | Pierre Descaves   | 68 984  | 24,37  | 6 | 26,09 |  |  |
|                | LO             | Roland Szpirko    | 17 409  | 6,15   | 1 | 4,35  |  |  |
|                | Verts          | Arnaud Caron      | 14 266  | 5,04   | 1 | 4,35  |  |  |
|                | DVD            | Bernard Dufossé   | 6 735   | 2,38   |   |       |  |  |
|                | MPF            | Jean-Claude Giret | 6 626   | 2,34   |   |       |  |  |
|                | GE-MEI         | Bernard Lahitte   | 6 175   | 2,18   |   |       |  |  |
|                | CNIP-CPNT      | Guy Harlé d'Opove | 6 120   | 2,16   |   |       |  |  |
|                | ECO            | Georges Toutain   | 6 037   | 2,13   |   |       |  |  |
|                |                |                   |         |        |   |       |  |  |
| Inscrits       | Inscrits       | Inscrits          | 495 238 | 100,00 |   |       |  |  |
| Abstentions    | Abstentions    | Abstentions       | 198 624 | 40,11  |   |       |  |  |
| Votants        | Votants        | Votants           | 296 614 | 59,89  |   |       |  |  |
| Blancs et nuls | Blancs et nuls | Blancs et nuls    | 13 547  | 2,73   |   |       |  |  |
| Exprimés       | Exprimés       | Exprimés          | 283 067 | 57,16  |   |       |  |  |

* liste du président sortant

#### Somme
|                     | Francis Lecul Parti socialiste (PCF - PRG)                  | 75 850  | 31,18  | 7  |  |  |
|                     | Alain Gest sortant Union pour la démocratie française (RPR) | 74 489  | 30,63  | 6  |  |  |
|                     | Raynald Brasseur Front national                             | 31 228  | 12,84  | 2  |  |  |
|                     | Michel Blondin Chasse, pêche, nature et traditions (CNIP)   | 21 388  | 8,79   | 1  |  |  |
|                     | Raymond Hallard Lutte ouvrière                              | 16 569  | 6,81   | 1  |  |  |
|                     | Christophe Porquier Les Verts                               | 10 544  | 4,34   | -  |  |  |
|                     | Hubert Delarue Génération écologie (MÉI)                    | 7 298   | 3,00   | -  |  |  |
|                     | Jean-Claude Masse Divers                                    | 5 863   | 2,41   | -  |  |  |
|                     |                                                             |         |        |    |  |  |
| Inscrits            | Inscrits                                                    | 392 975 | 100,00 | 17 |  |  |
| Abstentions         | Abstentions                                                 | 137 111 | 34,89  |    |  |  |
| Votants             | Votants                                                     | 255 864 | 65,11  |    |  |  |
| Blancs et nuls      | Blancs et nuls                                              | 12 635  | 4,94   |    |  |  |
| Exprimés            | Exprimés                                                    | 243 229 | 95,06  |    |  |  |
| Source : Libération |                                                             |         |        |    |  |  |

## Conseil régional élu

### Élus
|            |                                     | 02 | 60 | 80 | TOTAL | TOTAL | TOTAL                      |
|            | Parti socialiste                    | 4  | 6  | 3  | 13    | 4     | Gauche plurielle 22        |
|            | Parti communiste français           | 2  | 2  | 3  | 7     | 1     | Gauche plurielle 22        |
|            | Mouvement des citoyens              | 1  | /  | 1  | 2     | 2     | Gauche plurielle 22        |
|            | Rassemblement pour la République    | 3  | 4  | 3  | 10    | '     | Faire la Picardie 19       |
|            | Union pour la démocratie française  | 3  | 3  | 3  | 9     | 3     | Faire la Picardie 19       |
|            | Front national                      | 3  | 6  | 2  | 11    | 3     | Front national 11          |
|            | Lutte ouvrière                      | 1  | 1  | 1  | 3     | 3     | Lutte ouvrière 3           |
|            | Les Verts                           | /  | 1  | /  | 1     | 4     | Les Verts 1                |
|            | Chasse, pêche, nature et traditions | /  | /  | 1  | 1     | 2     | Le Mouvement des Régions 1 |
| TOTAL ÉLUS | TOTAL ÉLUS                          | 17 | 23 | 17 | 57    | 57    | 57                         |

### Groupes politiques

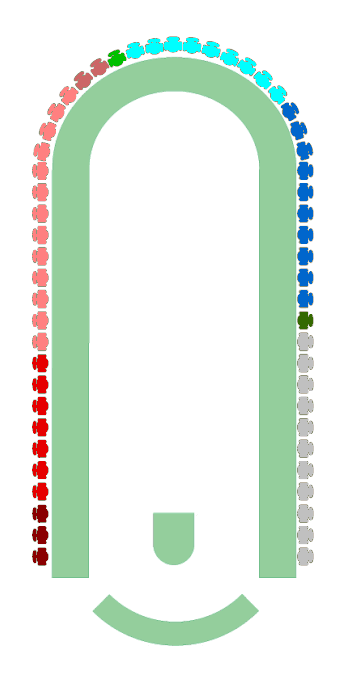
Assemblée élue par partis

| Parti                               | Sigle | Sigle     | Élus | Groupe                       |
| ----------------------------------- | ----- | --------- | ---- | ---------------------------- |
| Opposition de Gauche (23 sièges)    |       |           |      |                              |
| Parti socialiste                    |       | PS        | 13   | Socialiste                   |
| Parti communiste français           |       | PCF       | 7    | Communiste                   |
| Mouvement des citoyens              |       | MDC       | 2    | MDC - Verts                  |
| Les Verts                           |       | Les Verts | 1    | MDC - Verts                  |
| Majorité (20 sièges)                |       |           |      |                              |
| Rassemblement pour la République    |       | RPR       | 7    | Intergroupe Alliance RPR-UDF |
| Union pour la démocratie française  |       | UDF       | 3    | Intergroupe Alliance RPR-UDF |
| Union pour la démocratie française  |       | UDF       | 4    | Union pour la Picardie       |
| Rassemblement pour la République    |       | RPR       | 2    | Union pour la Picardie       |
| Chasse, pêche, nature et traditions |       | CPNT      | 1    | Union pour la Picardie       |
| Union pour la démocratie française  |       | UDF       | 2    | UDF/RPR                      |
| Rassemblement pour la République    |       | RPR       | 1    | UDF/RPR                      |
| Extrême droite (11 sièges)          |       |           |      |                              |
| Front national                      |       | FN        | 11   | Front national               |
| Opposition LO (3 sièges)            |       |           |      |                              |
| Lutte ouvrière                      |       | LO        | 3    | Lutte ouvrière               |
| Président du Conseil Régional       |       |           |      |                              |
| Charles Baur (UDF-FD)               |       |           |      |                              |

### Élection du président du conseil régional
Étant arrivé en tête du scrutin, la gauche obtient une majorité relative à l'assemblée régionale. À la suite d'un accord, la candidature de la Gauche plurielle revient au communiste Gérard Lalot. Minoritaire, Charles Baur, président de la région depuis 1985 se représente. Le Front national fort de ses 11 élus présente Pierre Descaves tandis que Roland Szpirko est candidat pour Lutte ouvrière qui fait son entrée au conseil régional avec 3 élus.
Aucun des groupes ayant la majorité absolue, la Gauche plurielle attend le troisième tour où la majorité relative suffit pour remporter la présidence :
- au premier tour, Gérard Lalot arrive en tête en obtenant les 23 voix de gauche, Charles Baur réunis  19 des 20 voix de droite (Bertrand Labarre, maire RPR de Noyon, ayant voté blanc). Le FN et LO obtiennent leurs nombres de voix respectifs ;
- au second tour, alors que les quatre candidatures sont maintenues, aucun bulletin ne se porte sur Pierre Descaves. Les 11 élus FN ayant voté Charles Baur, ce dernier réunis une majorité absolue de 30 voix.

Les élus de gauche indignés demandent alors la démission de Charles Baur et quittent l’hémicycle. Quelques minutes après l'annonce du scrutin, ce dernier est suspendu de l'UDF (François Bayrou et Alain Madelin lui demanderont eux aussi de démissionner). Cependant la plupart des élus RPR et UDF approuvent l'élection de leur chef de file, préférant ce scénario à l'élection d'un communiste à la tête de la région.
La semaine suivante, le conseil régional se réunit pour l'élection des vice-présidents. C'est un exécutif restreint de quatre postes qui fut élu avec les 11 voix FN. Quatre conseillers régionaux de droite (Alain Gest et Brigitte Fouré de l'UDF ; Roger Mézin et Bertrand Labarre du RPR) se sont abstenus lors de ces élections pour contester le soutien du Front national à cet exécutif.
| Candidats | Candidats                  | Partis   | Premier tour | Premier tour | Deuxième tour | Deuxième tour |
| Candidats | Candidats                  | Partis   | Voix         | %            | Voix          | %             |
| --------- | -------------------------- | -------- | ------------ | ------------ | ------------- | ------------- |
|           | Gérard Lalot               | PCF      | 23           | 41,07        | 23            | 41,07         |
|           | Charles Baur sortant réélu | UDF (FD) | 19           | 33,93        | 30            | 53,57         |
|           | Pierre Descaves            | FN       | 11           | 19,64        | 0             | 0,00          |
|           | Roland Szpirko             | LO       | 3            | 5,36         | 3             | 5,36          |
|           |                            |          |              |              |               |               |
| Inscrits  | Inscrits                   | Inscrits | 57           | 100,00       | 57            | 100,00        |
| Exprimés  | Exprimés                   | Exprimés | 56           | 98,25        | 56            | 98,25         |

### Exécutif
| Titulaire | Titulaire        | Parti  | Fonction           | Compétences |
| --------- | ---------------- | ------ | ------------------ | --- |
|           | Charles Baur     | UDF-FD | Président          | |
|           | Patrice Fontaine | RPR    | 1er Vice-président | Développement rural et urbain - Finances régionales et Contrat de plan - Tourisme - Infrastructures et transports - Europe - Relations Interrégionales |
|           | Jacques Larangot | UDF-FD | 2e Vice-président  | Agriculture |
|           | Thérèse Hart     | RPR    | 3e Vice-présidente | Personnel |
|           | Michel Blondin   | CPNT   | 4e Vice-président  | Environnement - Sport |